# Bluewhite64
Bluewhite64 – kompletna, 64-bitowa dystrybucja GNU/Linux, tworzona w Rumunii przez Attilę Craciun, przygotowana do pracy na jedno- lub wielordzeniowych procesorach AMD64 Sempron, Athlon, Opteron, Turion 64, Phenom oraz Intel EM64T – zarówno na serwerach, jak i na desktopach. Projekt powstał w maju 2006 roku i został zbudowany w oparciu o Slackware Linux. Pierwsza wersja testowa pojawiła się 30 maja 2006 roku.

## Zawartość
Aktualna stabilna wersja miała swoją premierę 4 maja 2008 i zawiera:
- środowiska graficzne: KDE 3.5.9, Xfce 4.4.2
- jądro  2.6.24.5 oraz dla testów 2.6.25.1
- X Window System X11 R7.3.0 wydany przez X.Org
- kompilator GCC 4.2.3
- serwer WWW Apache 2.2.8 z DSO, SSL
- obsługę PCMCIA pcmcia-cs-3.2.8
- języki programowania Perl 5.8.8, Python 2.5.2, PHP 5.2.5, Ruby 1.8.6, Subversion 1.4.6
- przeglądarki internetowe: Konqueror 3.5.9, SeaMonkey 1.1.9, Mozilla Firefox 2.0.0.14, Links 2.1pre33, Lynx 2.8.5.
- program pocztowy Thunderbird 2.0.0.12, Mutt 1.4.2.3, Pine 4.64
- inne zwyczajowe komponenty.